# ミミクリーズ
『ミミクリーズ』は、NHK Eテレで2015年3月30日から放送されている3歳～7歳児を対象とした教育番組である。

## 概要
自然界の似ているものを観察し比較することで知的好奇心を喚起し、観察眼・想像力・科学的思考を育む。
番組タイトルであるミミクリー(mimicry)は「似ているもの」という意味がある。
2013年7月20日、7月27日、2014年5月3日にパイロット版が放送されており、いずれも放送は土曜日6:45-7:00の15分であった。2015年3月30日から開始されたレギュラー放送では10分となっている。
2014年放送の「きいろとくろのヒミツ」は2014年第41回日本賞 幼児向けカテゴリー最優秀賞（総務大臣賞）、2015年アメリカ国際フィルム・ビデオ祭 教育部門最優秀賞受賞、2016年台湾国際子供映像祭 テレビ番組部門 最優秀テレビ番組賞、などを受賞している。
2016年1月4日放送「みんなは何を見つけた?」は第33回 シカゴ国際子ども映像祭 STEM科学・数学賞（特別賞）を受賞。
2016年4月4日放送分より副音声で解説がついている。

## 放送時間
いずれも日本時間（JST）。
2015年度～2021年度Eテレ
- 月曜日 17:35 - 17:45

金曜日 10:00 - 10:10（再放送）
ただし、金曜日は「しぜんとあそぼ」と隔週で放送
土曜日 7:00 - 7:10（再放送、2021年4月以降、時刻背景付き。）
2022年度
金曜日 17:00 - 17:10
土曜日  7:00 -7:10 (再放送)
2023年度～2024年度
毎月最終月曜日　8:25～8:35
毎月最終金曜日　7:20～7:30　(再放送)
木曜日　11:50～12:00(2024年度のみ)
2025年度
金曜日　8:25～8:35
木曜日　11:50～12:00(過去の再放送)

## 放送一覧

### パイロット版
| 初回放送日     | サブタイトル                 |
| -------------- | ---------------------------- |
| 2013年07月20日 | カタツムリとぐるぐるともだち |
| 2013年07月27日 | ゾロゾロなかまのヒミツ       |
| 2014年05月03日 | きいろとくろのヒミツ         |

### レギュラー放送
| 初回放送日     | サブタイトル           |
| -------------- | ---------------------- |
| 2015年03月30日 | ぐるぐるのヒミツ       |
| 2015年04月06日 | めがよこなが           |
| 2015年04月13日 | てあしがクロ？         |
| 2015年04月20日 | ふくらむ？             |
| 2015年05月11日 | ろっかくけいのヒミツ   |
| 2015年05月18日 | かお ゴシゴシ          |
| 2015年06月01日 | ひげのヒミツ           |
| 2015年06月08日 | カラフル               |
| 2015年06月22日 | くっつく               |
| 2015年06月29日 | トゲトゲ               |
| 2015年07月06日 | スケスケ               |
| 2015年07月13日 | あお                   |
| 2015年08月31日 | くうちゅうでとまる     |
| 2015年09月07日 | ハート                 |
| 2015年09月14日 | てんがいっぱい         |
| 2015年09月21日 | ひかるめ               |
| 2015年10月12日 | あかくなる             |
| 2015年10月19日 | はながピタッ           |
| 2015年10月26日 | バイオミミクリーズ！？ |
| 2015年11月02日 | ほし                   |
| 2015年11月23日 | け？                   |
| 2015年11月30日 | さかさま               |
| 2015年12月07日 | にくきゅう             |
| 2015年12月14日 | まがってる             |
| 2016年01月04日 | みんなは何を見つけた？ |
| 2016年01月11日 | えだわかれ             |
| 2016年01月18日 | ばんざい               |
| 2016年01月25日 | ナゾのモノ？           |
| 2016年02月22日 | ぬるぬる               |
| 2016年02月29日 | バイオミミクリーズ2    |
| 2016年04月04日 | ひとのかお             |
| 2016年04月11日 | めがボール？           |
| 2016年05月09日 | はいいろ               |
| 2016年05月16日 | ながれがくるん         |
| 2016年06月06日 | ミミがタラン           |
| 2016年06月13日 | タマゴ？               |
| 2016年07月04日 | めだまもよう           |
| 2016年07月11日 | ひかる                 |
| 2016年09月05日 | いろがかわる           |
| 2016年09月12日 | もぐる                 |
| 2016年10月03日 | とじる                 |
| 2016年10月10日 | セミのはね             |
| 2016年10月31日 | へこんでる             |
| 2016年11月07日 | さがしてみよう         |
| 2016年11月28日 | くちがながい           |
| 2016年12月05日 | ヒダヒダ               |
| 2017年01月16日 | フサフサ               |
| 2017年01月23日 | みんなでうたおう       |
| 2017年03月13日 | タイでにたものさがし   |
| 2017年03月20日 | ちがいをしろう         |
| 2017年04月03日 | したがベローン         |
| 2017年04月10日 | しんだふり             |
| 2017年05月08日 | めがきいろ             |
| 2017年05月15日 | ビヨヨ～ン             |
| 2017年06月05日 | そう                   |
| 2017年06月12日 | はちのすのヒミツ       |
| 2017年07月03日 | クルクル               |
| 2017年07月10日 | モクモク               |
| 2017年09月04日 | てんてんもよう         |
| 2017年09月11日 | のぼる                 |
| 2017年10月02日 | かたまる               |
| 2017年10月09日 | ロボクリー             |
| 2017年10月30日 | やじるし               |
| 2017年11月06日 | リズム                 |
| 2017年11月27日 | ピンク！               |
| 2017年12月04日 | そっクリー特集         |
| 2018年01月15日 | かおがあかい           |
| 2018年01月22日 | フクロウのはねのヒミツ |
| 2018年02月12日 | たちあがる             |
| 2018年02月19日 | かれる                 |
| 2018年04月02日 | ゆっくりうごく         |
| 2018年04月09日 | くっつくみず           |

## スタッフ
- 総合指導 - 福岡伸一
- 語り - 諏訪部順一
- キャラクターデザイン・アートディレクション - Takram[11]
- CG・アニメ制作 - TANGE FILMS ONIONSKIN
- 撮影 - 斉藤一哉
- 音楽 - トクマルシューゴ
- 制作 - NHKエデュケーショナル